# Akbayan
L'Akbayan, Parti de l'action citoyenne est un parti politique philippin, membre de l'Alliance progressiste.

## Membres connus
- Risa Hontiveros